# Al-Karim (As-Sukajlabijja)
Al-Karim (arab. الكريم) – miejscowość w Syrii, w muhafazie Hama. W 2004 roku liczyła 2879 mieszkańców.